# Mustapha Harram
Mustapha Harram (29 aprile 1981) è un ex giocatore di calcio a 5 belga.

## Carriera
Dopo gli inizi con Sint-Truiden e Leopoldsburg, Harram ha giocato per nove stagioni ad Anversa legandosi dapprima al TLR Anversa e quindi al FT Anversa. Ha disputato 41 incontri con la Nazionale maschile di calcio a 5 del Belgio, realizzando 6 reti.

## Palmarès
- Campionato belga: 2
Forcom Anversa: 2006-07
Halle-Gooik: 2014-15
- Coppa del Belgio: 4
TLR Anversa: 2002-03
FT Anversa: 2010-11
Halle-Gooik: 2014-15
Hasselt: 2016-17